# アングルシー伯爵
アングルシー伯爵（英: Earl of Anglesey）は、イングランド貴族の伯爵位。過去に二回創設されているが、いずれも廃絶している。

## 歴史
初代バッキンガム公ジョージ・ヴィリアーズの同母弟クリストファー・ヴィリアーズ(1593頃-1630) は、1623年4月18日にイングランド貴族爵位アングルシー伯爵とノーサンプトン州におけるダヴェントリーのヴィリアーズ男爵 (Baron Villiers, of Daventry in the County of Northampton) に叙された。
しかしその息子の2代アングルシー伯爵チャールズ・ヴィリアーズ (?-1661)が子供なく死去したため、2代で廃絶した。
ついでアイルランド貴族の第2代ヴァレンティア子爵アーサー・アンズリー (1614–1686)が1661年4月20日に2期目のイングランド貴族爵位アングルシー伯爵とバッキンガム州におけるニューポート・パグネルの初代アンズリー男爵 (1st Baron Annesley, of Newport Pagnel in the County of Buckingham) に叙せられた。
その孫にあたる6代アングルシー伯・7代ヴァレンティア子爵リチャード (1690–1761) は、重婚にあたる3回目の結婚で唯一の男子アーサー (1744–1816)を儲けていたが、彼の死後、アーサーに爵位継承資格があるのかが問題となった。アイルランドの裁判所や貴族院からは婚姻は有効とされたが、グレートブリテン議会貴族院は1771年4月22日の決定で婚姻を有効と認めなかった。これによりヴァレンティア子爵などのアイルランド称号はアーサーに継承されたが、アングルシー伯爵をはじめとするイングランド称号は廃絶することになった。

## 歴代当主

### アングルシー伯 第1期 (1623年)
- 初代アングルシー伯クリストファー・ヴィリアーズ（英語版）(Christopher Villiers, ?-1630)
- 2代アングルシー伯チャールズ・ヴィリアーズ (Charles Villiers, ?-1661) - 先代の息子

### アングルシー伯 第2期 (1661年)
- 初代アングルシー伯アーサー・アンズリー (Arthur Annesley, 1614–1686)
- 2代アングルシー伯ジェイムズ・アンズリー（英語版）(James Annesley, 1645–1690) - 先代の息子
- 3代アングルシー伯ジェイムズ・アンズリー（英語版）(James Annesley, 1674–1702) - 先代の息子
- 4代アングルシー伯ジョン・アンズリー（英語版）(John Annesley, 1676–1710) - 先代の弟
- 5代アングルシー伯アーサー・アンズリー（英語版）(Arthur Annesley, ?-1737) - 先代の弟
- 6代アングルシー伯リチャード・アンズリー（英語版）(Richard Annesley, 1690–1761) - 先代の従兄弟。アングルシー伯廃絶